# Ford Windstar

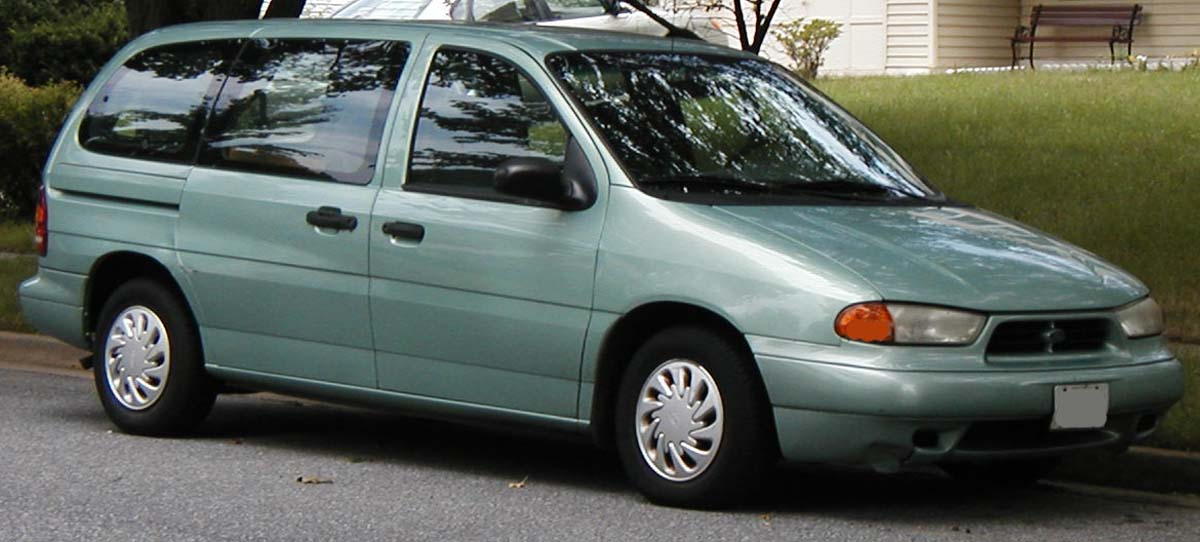
Ford Windstar

Ford Windstar, minibuss, eller MPV (Multi Purpose Vehicle) tillverkad i Kanada mellan 1994 och 2003 av Ford Motor Company. Ford Windstar var efterföljare till Ford Aerostar (årsmodell 1986-1994). 

## Första generationen (1995-1998)
Första årsmodellen av Windstar var 1995. Windstar hade från början en V6-motor på antingen 3-liter (t o m årsmodell 2000) eller 3,8-liter. Bilen var framhjulsdriven, hade låsningsfria ABS-bromsar, dubbla airbags och en elektroniskt styrd automatisk växellåda som standard.
Under 1995 fanns bägge motoralternativen. Både 3.0 liters motor som gav 149 hk och 3,8 liters motorn på 155 hk att välja på. 1996 höjdes 3,8 liters motorns effekt till 200 hk.

## Andra generationen (1999-2003)
Andra generationens Windstar kom med introduktionen av årsmodell 1999. Bilen hade bland annat ny formgivning. Den nya karossen erbjöds med dubbla skjutdörrar till skillnad från den gamla modellen, som endast hade en. Basutförandet med bara en skjutdörr försvann efter ett par år. Ford Windstar var den minivan som år efter år fick högst krocksäkerhetsbetyg, fem stjärnor, av den amerikanska trafiksäkerhetsorganisationen NHTSA. I slutet av sin levnad var Windstar en av de första bilmodellerna av sin sort som gick att få med ESP antisladdsystem. Ford Windstars ESP-system marknadsfördes under namnet Advance Trac.
Tyskland och Sverige var de enda två marknaderna i Europa där Windstar erbjöds. Nyförsäljningen i Sverige och Tyskland upphörde omkring 2001, de sista bilarna var av modellår 2000. Europaspecificerade Windstar hade skrivbromsar runt om. Nordamerikanska varianter hade skivbromsar fram och trumbromsar bak. Så gott som samtliga Windstar med europeisk specifikation hade 3-litersmotorn "Vulcan" på 148 hästkrafter.
Efterträdaren Ford Freestar presenterades med 2004 års modellprogram för Ford. I princip en moderniserad Windstar. Freestar har en V6-motor på 3,9- eller 4,2-liter (största cylindervolymen i klassen). Inredning med inspiration från europeiska fordmodeller. Freestar hade liksom sin föregångare höga säkerhetsambitioner och byggdes främst för den nordamerikanska marknaden. Modellåret 2007 blev det sista. Ford Freestar ersattes av den sjusitsiga och djärvt formgivna Ford Flex. Modellen Flex är ingen renodlad minivan. Istället är det en så kallad cross over, vilket är en slags blandning av MPV och SUV.